# Дюнзерберг
Дюнзерберг (нім. Dünserberg) — містечко та громада округу Фельдкірх в землі Форарльберг, Австрія. Дюнзерберг лежить на висоті 1270 м над рівнем моря і займає площу  5,55 км². Громада налічує 147 мешканців. Густота населення 26/км².
Округ Фельдкірх лежить на самому заході Австрії, на кордонах із Швейцарією та Ліхтенштейном. Це високорірний альпійський регіон. Населення округу, як і всього Форальбергу, розмовляє алеманським діалектом німецької мови, а тому ближче до швейцарців, ніж до населення більшої частини Австрії, яке розмовляє баварсько-австрійським діалектом. Округ, основною індустрією якого є туризм, має розвинуту мережу сполучення, численні гірськолижні траси й спортивні курорти з готелями та іншою інфраструктурою.
|                                     |
| Дюнзерберг на мапі округу та землі. |

Бургомістом є Вальтер Раух від Австрійської народної партії. Адреса управління громади: Montanast 22, 6822 Dünserberg.
У громаді є дитячий садок і школа.

## Демографія
Історична динаміка населення міста за даними сайту Statistik Austria